# Vela Traba
Vela Traba is een plaats in de gemeente Pazin in de Kroatische provincie Istrië. De plaats telt 227 inwoners (2011).

## Demografie
Vela Traba telde in het jaar 2001 215 inwoners. In 2011 was het inwoneraantal gestegen tot 227, een stijging van ruim 5,5% in tien jaar tijd.